# Glacier de Pailla Est
Le glacier de Pailla Est est un glacier de cirque, dans les Pyrénées. Il est situé dans le massif du Mont-Perdu à l'est du cirque de Gavarnie, sur le versant nord de la frontière franco-espagnole, dans le département français des Hautes-Pyrénées en Occitanie.

## Géographie
Le glacier se situe au pied du Grand Astazou. Il est le voisin du glacier de Pailla Ouest et du glacier d'Astazou dont il est séparé par la hourquette de Pailla.
Ses eaux de fonte alimentent le gave de Gavarnie.

## Histoire
Au petit âge glaciaire, ce glacier s'étendait sur 0,09 km2 et montait jusqu'à la hourquette de Pailla, pour une longueur maximale de 500 mètres.
Bien que plus étendu et situé plus haut que son voisin le glacier de Pailla Ouest, il a subi un recul plus important car profitant moins des suraccumulations neigeuses. Ainsi, il perdit ses dernières crevasses dans les années 1990 et ce n'est plus aujourd'hui qu'un glacier résiduel de  0,02 km2.